# Peltidium
Peltidium là một chi thực vật có hoa trong họ Cúc (Asteraceae).

## Loài
Chi Peltidium gồm các loài: